# Еирком
Еирком, (по-рано Телеком Ейреан), е бившият държавен телекомуникационен оператор на Ирландия. Като частна компания Еирком продължава да бъде практически монополист в някои области на телекомуникациите и контролира около 44% от пазара на телекомуникационни услуги в страната.